# Bussang
Bussang (Duits: Büssingen) is een gemeente in het Franse departement Vosges (regio Grand Est) en telt 1289 inwoners (2022). De plaats maakt deel uit van het arrondissement Épinal.

## Geografie
De oppervlakte van Bussang bedraagt 27,8 km², de bevolkingsdichtheid is 47 inwoners per km².
De onderstaande kaart toont de ligging van Bussang met de belangrijkste infrastructuur en aangrenzende gemeenten.

## Demografie
Onderstaande figuur toont het verloop van het inwonertal (bron: INSEE-tellingen).

## Cultuur
- Théâtre du Peuple : werd in 1895 ontworpen door Maurice Pottecher